# Monohelea
Monohelea is een geslacht van stekende muggen uit de familie van de knutten (Ceratopogonidae).

## Soorten
- M. andersoni Wirth and Grogan, 1981
- M. bifurcata Wirth and Williams, 1964
- M. estonica Remm, 1965
- M. floridensis Wirth and Williams, 1964
- M. hirsuta Wirth and Grogan, 1981
- M. jamnbacki Wirth and Williams, 1964
- M. knighti Wirth and Williams, 1964
- M. lanei Wirth, 1953
- M. macfiei Wirth, 1953
- M. maculipennis (Coquillett, 1905)
- M. magnitheca Wirth and Grogan, 1981
- M. obscura Wirth and Williams, 1964
- M. ornata Wirth, 1953
- M. scirpi (Kieffer, 1901)
- M. texana Wirth, 1953
- M. wirthi Khalaf, 1969